# 조소카베씨
조소카베 씨(일본어: 長宗我部氏, ちょうそかべし 조소카베시[*])는 일본의 씨족이다. 일본 헤이안 시대 말기부터 센고쿠 시대에 걸쳐 활약했던 무가의 하나이다. 특히 센고쿠 시대에 도사를 통일하고 시코쿠로 진출한 센고쿠 다이묘 조소카베 모토치카가 유명하다. 한자 표기는 長曾我部(장증아부)로도 표기된다.
조소카베씨의 혼세(本姓)는 하타씨를 칭하였다. 가몬은 「원형에 일곱가지 괭이밥」(丸に七つ片喰). 무로마치 시대 이후로 집안의 돌림자로써 「지카」(親)를 사용하였다.

## 개요
도사국은 일본에서 예로부터 죄인을 유배보내는 땅이었고 북쪽으로 시코쿠 산맥(四国山脈)에 막히고 남쪽으로 태평양에 닿아 있어서 어느 쪽으로도 다닐 수 없는 육지의 고립된 섬이나 다름없는 곳이었다. 일본 남북조 시대(南北朝時代)에 호소카와 요리마스(細川頼益)가 슈고다이(守護代)로써 도사에 들어와서 안정을 맞았으나, 오닌의 난(応仁の乱)으로 호소카와 씨가 쇠퇴하고 현지 호족들이 세력을 떨치게 되었다. 이들 호족 가운데 모토야마(本山), 기라(吉良), 아키(安芸), 쓰노(津野), 고소카베(香宗我部氏), 오히라(大平), 조소카베 등 일곱 개의 유력한 집안을 일컬어 도사 칠웅(土佐七雄)이라고 불렀고(고소카베 씨 대신에 야마다 씨를 넣기도 한다), 조소카베 씨는 도사 칠웅의 하나로써 모토야마 씨와 함께 나가오카 군(長岡郡)에 거주하던 고쿠진(国人) 일족이었다. 또한 도사에는 교토에서 낙향해 온 후지와라 고셋케의 하나인 이치조 가문의 일족으로 하타 군(幡多郡) 16,000관(貫)을 점유하며 정2위 관위와 도사 고쿠시의 지위를 누리던 도사 이치조 씨(土佐一条氏)도 있었다.
센고쿠 시대에 들어 조소카베 씨는 세력을 떨쳤고 조소카베 모토치카의 대에 이르러 다른 호족들을 토멸하거나 신종시켜서 센고쿠 다이묘로 성장하였고, 한때는 주가(主家)로써 섬겼던 도사 이치조 씨를 멸하고 도사를 통일하였다. 그 뒤 세력을 떨쳐서 거의 시코쿠 전역을 통일하기 직전까지 이르렀으나 도요토미 히데요시(羽柴秀吉)의 시코쿠 정벌 앞에 패하고 도사 1국으로 감봉되어 도요토미 정권에 신종하게 된다. 그 뒤에는 히데요시 아래서 규슈 정벌(九州征伐)이나 오다와라 정벌(小田原征伐), 임진왜란과 정유재란(일본명 분로쿠文禄 ・ 게이초慶長의 역役)에도 참전하였다. 하지만 아들 조소카베 모리치카(長宗我部盛親)의 대에 세키가하라 전투에서 서군 편을 들었다가 패하고 개역당했고, 모리치카는 다시금 오사카 전투에 가담해 도요토미 가문 편을 들었다가 패전 뒤에 처형당해, 조소카베 적류 계통은 끊기고 말았다. 이후 다른 가문을 섬기거나 귀농한 조소카베 자손들이 살아남아 가문을 잇고 후대까지 살아남았다.

## 성씨의 한자 표기
조소카베 씨의 본향이었던 도사국 나가오카군의 소가베 향(宗我部郷)의 이름은 예로부터 「宗部」・「曽加倍」로 기재되어 있는 등 일정한 표기가 없고, 성씨의 이름도 「長宗我部」・「長曽（曾）我部」 두 개가 사용되었다(본 항목에서는 長宗我部로 통일).
읽는 방법은 현대 일본어에서는 「쵸소카베」(ちょうそかべ)가 널리 퍼져 있지만, 아즈치 모모야마 시대(安土桃山時代) 일본의 문헌을 보면 『오유도노노우에 일기』(御湯殿上日記)에는 「치야우스카메」(ちやうすかめ), 『다몬인 일기』(多聞院日記)에는 「치야우스카메」(チヤウスカメ)로 되어 있으며, 루이스 프로이스의 『일본사』(日本史)에도 「초스가미」(Chosugami)로 표기되어 있어 당시 일본어로 「카」(か)는 탁음(濁音)이었던 것으로 생각되어 당시에는(현대 일본어 가나 표기대로 하면) 「쵸우스가메」(ちょうすがめ)였을 가능성이 있다.
한편 현대 일본에서 조소카베 씨의 당주(17대)는 조소가베 도모치카(長宗我部友親)라는 이름으로 활동하고 있다.

## 역사

### 기원
조소카베 씨의 유래에 대해서는 여러 가지 설이 있지만 대체로 하타 씨(秦氏)의 후손이라는 것이 통설이다. 일본의 사학자 야마모토 다케시(山本大)에 따르면 아스카 시대(飛鳥時代) 하타노 가와카쓰(秦河勝)가 정미의 난(587년)에서 쇼토쿠 태자(聖徳太子)와 소가노 우마코(蘇我馬子)를 도와 모노노베노 모리야(物部守屋)를 쓰러뜨린 공으로 시나노국(信濃国)에 영지를 하사받았고, 아들 히로쿠니(広国)를 그곳에 파견하였다(시나노 하타 씨). 그 뒤 시나노의 사라시나 군(更級郡)에 거주하고 있던 히로쿠니의 후손 하타노 요시토시(秦能俊)가 도사에 들어 와서 처음으로 조소카베 씨(長宗我部氏)를 칭하고 조소카베 씨의 시조가 되었다는 것이다.
다만 요시토시가 언제 도사에 입향했는지에 대해서는 헤이안 시대인 엔큐(延久) 연간(1069년 - 1073년)이라는 설, 호겐의 난(保元の乱, 1156년)에 스토쿠 상황(崇徳上皇)을 따랐다가 패하고 도사로 달아났다는 설, 가마쿠라 시대 초기 조큐의 난(承久の乱, 1221년)에 니시나 씨(仁科氏)와의 싸움에서 세운 공으로 도사에 영지를 하사받아서 현지의 지토(地頭)가 되었다는 설 등이 있다. 이렇듯 정확한 시기는 알 수 없으나 대체로 헤이안 시대 말기에서 가마쿠라 시대 초기에는 조소카베 씨가 도사에 입향한 것으로 보이고 있다.
요시토시는 도사의 나가오카 군(長岡郡)에 있는 소베 향(宗部郷, 宗我部郷、지금의 난고쿠 시南国市 오코 정岡豊町 ・ 고쿠분国分 주변)에 머물러 살았기 때문에 소가베 씨(宗我部氏)를 자칭하였으나, 인근 고미 군(香美郡) 소가 향(宗我郷, 宗我部郷、지금의 고난시香南市 아카오카 정赤岡町 ・ 요시카와 정吉川町 주변)에 마침 같은 성씨를 자처하는 일족이 살고 있었기 때문에 나가오카 군의 이름 한 글자를 따 와서 「조소카베」(長宗我部)라 하였고 고미 군의 소가베 씨는 「고소카베」(香宗我部)라 자처해 서로를 구별하였다고 한다. 조큐의 난이 발발하기 이전인 1201년에 작성된 「고소카베」(香宗我部)라 적은 서장이 확인되고 있어서 이 시기에 이미 그러한 구별이 있었던 것으로 보인다. 한편 『모토치카기』(元親記) 등을 근거로 조소카베 씨가 고쿠시(国司)로써 도사에 낙향해 현지에 토착하였다는 설도 있으나 고쿠시 임관을 실증해 주는 사료는 없다.

### 초기
도사에 입향한 조소카베 씨는 나가오카 군 오코(岡豊, 지금의 난고쿠 시南国市 오코 정岡豊町) 땅을 거점으로 하였다. 당시의 도사 국은 고치 평야(高知平野, 지금의 일본 고치 현高知県 고치 시高知市 중심부)가 미개척지로 남아 있었고 고초 평야(香長平野, 나가오카長岡 ・ 고미香美 2군)을 중심으로 하고 있었다. 센고쿠 시대에는 오코 산(岡豊山)에 쌓은 오코 성을 중심으로 하였는데, 이는 초기 요시토시가 입향한 뒤에 쌓은 것을 남북조 시대에 수축한 것으로 센고쿠 시대에는 성곽으로의 규모를 굳혔다고 전하고 있다.
7대 당주 가네미쓰(兼光) 때에는 다수의 서류(庶流)를 배출하고 있는 당시 일반적인 지배체제였던 소료(惣領) 제도에 의해 발전하였다고 생각된다.

### 남북조에서 무로마치 시대까지
남북조 시대의 쟁란에서 조소카베 11대 당주 노부요시(信能)는 쇼군 아시카가 씨(足利氏)를 지지하였고, 도사 슈고(土佐守護)였던 호소카와 아키우지(細川顕氏) 아래에서 나가오카 군 야하타 산(八幡山) 동쪽에서 남조 세력과 싸워 그 공으로 고미 군의 요시와라 장원(吉原庄, 지금의 고난 시香南市 요시카와 정吉川町 서부) 외에 나가오카 군 ・ 고미 군 ・ 도사 군(土佐郡) 각지에 1,134개 정(町, 후세인 덴쇼天正 연간에 있었던 검지検地의 고쿠타카石高에서 1정은 10석)의 토지를 하사받아 발전의 기초를 닦게 된다.
12대 가네요시(兼能)는 조와(貞和) 원년(1345년) 호소카와 씨로부터 규코안(吸江庵, 지금의 규코지吸江寺)의 데라부교(寺奉行)로 임명되었다. 이곳은 분포(文保) 2년(1318년)에 선승 무소 소세키(夢窓疎石)에 의해 창건된 곳으로 당시 명찰로 손꼽히던 곳이었다. 데라부교에서 해임되었다는 기사는 16대 후미카네(文兼)까지 존재하지 않아서 그대로 조소카베 씨가 세습한 것으로 보인다.
14대 요시시게(能重)의 대인 지토쿠(至徳) 3년(1386년) 무렵 요시하라 장원 전역을 지배 아래 두게 되었다. 도사 슈고로써 호소카와 요리마스(細川頼益, 호소카와 엔슈케細川遠州家의 초대 당주)가 들어 온 것은 가랴쿠(康暦) 2년(1380년의 일로 호소카와 씨와의 연을 배경으로 조소카베 씨는 규코안 데라부교직과 요시와라 장원을 가지고 상당한 세력을 가지게 되었다고 생각된다.

### 센고쿠 시대의 조소카베 씨
16대 후미카네(文兼)의 대에 교토에서 벌어진 오닌의 난(応仁の乱)의 전란을 피해 이치조 노리후사(一条教房)가 도사로 내려왔고, 이후 그의 후손들이 도사 이치조 씨(土佐一条氏)라 불리며 도사의 유력 다이묘로 성장하였다. 후미카네는 분메이(文明) 3년(1471년)에 자신의 장남 모토카도(元門)를 내쫓았는데, 이로 해서 규코안 데라부교에서 해임되고 여러 영지들이 지배에서 이탈한다. 모토카도는 이 무렵에 히사타케 씨(久武氏) ・ 나카노우치 씨(中内氏)를 데리고 무사 수행에 나섰고 이세(伊勢)의 구와나(桑名) 지역의 구와나 씨(桑名氏)를 가신으로 받아들였다. 이들 세 집안은 훗날 훗날 조소카베 씨의 세 가로(家老)를 맡게 된다. 후미카네 ・ 모토카도 부자의 쟁란은 모토카도의 동생인 가쓰치카(雄親)가 가독을 잇는(18대) 것으로 결착을 보았고, 가쓰치카는 많은 사찰의 재흥을 행하였다.
오닌의 난 이후 일본은 전국적인 쟁란이 시작되었다. 중앙에서 큰 권력을 누리던 본가 호소카와 마사모토(細川政元)가 암살되고(에이쇼의 착란永正の錯乱) 도사의 슈고다이였던 호소카와 씨를 포함한 각지의 호소카와 일족은 교토로 상경하였다. 이로써 도사 또한 슈고에 의한 령국 지배가 끝나고 센고쿠 시대를 맞이하게 되는 것이다. 이 시기의 도사국은 구게 노리후사의 후손으로 맹주적인 존재였던 도사 이치조 씨 아래 도사 칠웅이라 불리는 조소카베 씨를 포함한 일곱 고쿠진들이 할거하고 있었다. 조소카베 가문은 이들 도사 칠웅 가운데서도 가장 약한 가문이었고, 19대 겐쇼(兼序, 겐쇼는 법명으로 정식 이름은 모토히데元秀)의 시대 오코 성에서 쫓겨나 잠시 멸망하기도 했다. 그 경위에는 여러 가지 설들이 있는데, 겐쇼가 주군 호소카와 마사모토가 아직 살아있었을 때 그 위세를 빌어 세력을 키웠지만 마사모토가 암살당한 뒤에 주변 호족들의 반감을 사서 에이쇼(永正) 5년(1508년)에 도사 칠웅의 하나인 모토야마(本山) ・ 야마다(山田) ・ 기라(吉良) ・ 오히라(大平) 연합군 3천에 의해 성이 함락되었다는 설(『도사 이야기』)과, 규코안 소유의 사찰 영지 문제로 오쓰 성(大津城)을 거점으로 하던 덴지쿠 씨(天竺氏)에 멸망당하였다는 설이다.
어느 쪽이든 공통된 것은 전란으로 겐쇼의 어린 아들인 센유마루(千雄丸)가 성을 빠져나와 도사 이치조 씨가 있는 나카무라(中村)에 도망쳐 그 보호를 받았다고 하는 것이다. 센유마루는 도사 이치조 씨의 당주인 이치조 후사이에(一条房家) 앞에서 원복을 행하고 조소카베 구니치카(長宗我部国親)라 하였다.

### 조소카베 구니치카의 시대
조소카베 구니치카는 도사 이치조 가문의 당주인 이치조 후사이에의 배려로 에이쇼 15년(1518년)에 오코 성으로 돌아와 조소카베 씨를 재건할 수 있었고 모토야마 씨와 겉으로는 화합을 맺고 요시다 씨(吉田氏)와 혼인관계를 맺어 지위 안정을 도모하는 동시에 인근 덴지쿠 씨 ・ 요코야마 씨(横山氏) ・ 야마다 씨 등 주변 호족들을 멸망시키고 세력을 키웠다. 그러나 에이로쿠(永禄) 3년(1560년)에는 모토야마 씨에 반기를 들었다가 나가하마 전투(長浜の戦い)에서 패주, 그 해에 병사하였다.

### 조소카베 모토치카의 시대
구니치카의 뒤를 이은 조소카베 21대 당주 모토치카(元親)의 시대에 조소카베 가문은 최전성기를 맞이하였다. 모토치카는 아버지 구니치카의 유지를 이어 에이로쿠 5년(1562년)에 모토야마 씨를 멸망시키고 이듬해 동생 지카사다(親貞)를 기라 씨에 들여 병합, 에이로쿠 12년(1569년)에는 아키 씨를 멸망시켰다. 이제까지의 고소카베 씨와의 동맹관계는 아키 씨를 타도한 뒤에 동생 지카야스(親泰)가 그 후사로 들어 가서 마찬가지로 병합시켰다. 또한 겐키(元亀) 2년(1571년) 쓰노 씨에 셋째 아들 지카타다(親忠)를 양자로 들이게 해서 쓰노 씨를 병합하였다.
이렇게 옛 도사 칠웅에 속했던 여섯 가문을 모두 병합(오히라 씨는 이치조 씨에게 멸망당했다)한 모토치카는 도사 이치조 씨의 내란을 틈타 추방되었던 당주 이치조 가네사다(一条兼定) 대신 덴쇼(天正) 2년(1574년)에 가네사다의 아들 이치조 다다마사(一条内政)를 오쓰 성(大津城)으로 들여서 「오쓰 고쇼」(大津御所)로써 괴뢰화시켰다. 이듬해에는 이치조 가네사다가 쳐들어오자 이를 격파하고(四万十川の戦い) 도사 이치조 씨의 잔존 세력을 멸망시켜 도사를 완전히 평정하였다. 그 뒤 모토치카는 하쿠치 성(白地城)을 거점으로 이요국(伊予国)이나 아와국(阿波国)、사누키국(讃岐国)에도 적극적으로 진출해서 고노 씨(河野氏)이나 미요시 씨(三好氏)를 내쫓고 덴쇼 13년(1585년) 시코쿠를 거의 통일하기 직전까지 이르렀다(다만 모토치카가 시코쿠 통일을 달성했는지에 대해서는 이견도 있다).
하지만 덴쇼 13년(1585년) 하시바 히데요시(羽柴秀吉)의 시코쿠 정벌(四国征伐)에서 패하고 도사 1국으로 감봉당했다. 이후 조소카베 가문은 히데요시의 가신이 되어 규슈 정벌이나 오다와라 정벌, 임진왜란과 정유재란에도 종군하였다. 규슈 정벌에서는 덴쇼 14년(1587년) 헤쓰기가와 전투(戸次川の戦い)에서 모토치카의 적남이었던 조소카베 노부치카(長宗我部信親)가 전사하였는데 모토치카는 후계자 다툼에서 조카 기라 지카자네(吉良親実)를 죽이고 숙청을 행했고 넷째 아들인 조소카베 모리치카(長宗我部盛親)에게 노부치카의 딸을 시집보내고 뒤를 잇게 하였다. 이때 둘째 아들 가가와 지카카즈(香川親和)는 분해하며 죽었고 셋째 아들인 쓰노 지카타다도 유폐되어 살해되었다.
한편 이는 단순한 후계자 소동이 아니라 센고쿠 시대에 조소카베 씨씨의 중직(重職)을 차지한 고쿠진 세력이 지카야스의 죽음에 수반해 조소카베 집안 내부의 권력 구조(체제)의 변화로 해체된 것이라고 해석하는 설도 있다. 덴쇼 15년(1587년) 시점에서 조소카베 가문과 그 가신들의 영지 소유 상황을 보면 조소카베 가문 직할령은 2,300정이었고 기라 씨가 1,300정, 쓰노 씨와 가타오카 씨(片岡氏)가 각기 1,000정, 고소카베 씨가 540정을 소유하고 있었는데, 도사 통일 과정에서 조소카베 씨의 가신화되고 많은 영지를 소유했던 이들 고쿠진 일족이 조소카베 가문의 중앙집권화에 걸림돌이 되었기 때문에 숙청되었다는 것이다. 이후 모토치카 사망까지 모토치카와 모리치카 부자의 2두정치가 이루어졌다.
덴쇼 15년 규슈 정벌에 종군해 오오다카사 산(大高坂山, 지금의 일본 고치 성高知城이 있는 산)에 성을 쌓고 오코 성에서 이곳으로 거점을 옮겼다. 그러나 배수가 나쁘다는 이유로 덴쇼 19년(1591년)에 모토치카는 오오다카사 산성을 버리고 우라도(浦戸)에 우라도 성(浦戸城)을 쌓았다. 다만 모토치카가 오오다카사 산성을 버렸다고 하는 견해는 야마우치 씨가 도사에 입향해 지배하게 된 뒤인 에도 시대의 2차 사료에서 처음 등장한 것이고, 우라도 성의 규모가 작고 우라도로 옮긴 뒤에도 오오다카사 주변의 정비가 진행되고 있었던 흔적이 있어서 우라도 성은 조선으로의 출병에 맞춘 일시적인 거점이었을 뿐이며 오오다카사 산성의 정비도 계속되고 있었다고 하는 설도 있다.
게이초(慶長) 2년(1597년)에는 모토치카 ・ 모리치카 부자에 의한 분국법(分国法) 『조소카베 씨 첩서』(長宗我部氏掟書, 또는 조소카베 모토치카 백개 조長宗我部元親百箇条)가 제정되었다.

### 조소카베 모리치카의 시대
게이초 4년(1599년) 모토치카가 사망하고 조소카베 모리치카가 22대 당주가 되었다. 이듬해 게이초 5년(1600년) 세키가하라 전투에서 모리치카는 서군에 가담하였는데, 당초에는 동군에 가담하려 하였으나 도쿠가와 이에야스(徳川家康)에게 보냈던 밀사가 세키도코로(関所)에서 발이 묶이는 바람에 서군에 가담한 것으로 된 것이었다. 그는 실제 전투에는 참가하지도 못한 채 세키가하라 전투는 동군의 승리로 끝났고 전후 쓰노 지카타다를 죽인 죄를 물어 소유 영지를 몰수당하고 개역 처분되었다(우라도 번浦戸藩). 한편 모리치카의 가독 계승 경위 등이 문제시되었기 때문에 모토치카의 사후에도 도요토미 정권은 모리치카의 조소카베 씨 가독과 도사 지배 계승을 정신으로는 인정해 주지 않았고 그런 상태에서 세키가하라 전투가 벌어졌던 것이라고 보기도 한다.

### 에도 시대
모리치카는 게이초 19년(1614년)부터 20년(1615년)까지 있었던 오사카 전투에서 도요토미에 가담하였으나 도요토미측이 패하고 모리치카 역시 그의 아들과 함께 잡혀 참수, 조소카베 직계(적류)는 단절되었다. 조소카베 구니치카의 넷째 아들이었던 지카후사(親房)가 시마 씨(島氏)를 칭하고(시마 지카마스島親益) 이후 그 자손인 시마 지카노리(島親典)가 도사 번(土佐藩)의 하급 번사로써 일했다. 단절되었던 직계 대신 이 시마 씨가 오늘날의 조소카베 당주의 집안으로 번영하고 있는데 도사 번 시대에는 조소카베 복성(復姓)이나 가몬(家紋) 사용이 모두 금지되어 있었다. 다시금 조소카베를 쓸 수 있게 된 것은 메이지 유신(明治維新) 이후의 일이었다.
모토치카의 조카인 기라 지카자네(吉良親実, 모토치카의 동생인 기라 지카사다吉良親貞의 아들)의 자손은 히고 번(肥後藩)을 섬겨서 방계 일족은 다른 가문에 출사하거나 귀농해서 살아나갔다. 이 무렵 시마 성 등 다른 이름자로 바꾸었다가 메이지 시대에 이르러서야 조소카베로 복귀한 사람도 많다.
모토치카의 셋째 딸로 사타케 지카나오(佐竹親直)에게 시집갔던 아코히메(阿古姫)는 오사카 전투 때 다테 마사무네(伊達政宗)에게 잡혔으나 목숨을 구했고, 두 자식도 함께 센다이번(仙台藩)에 출사하였다. 자식들은 각자 중신의 집안에 양자로 들어 가서(이가라시 모토나리五十嵐元成 ・ 시바타 도모모토柴田朝意) 센다이에는 모토치카의 피가 남아 있지 않다. 이러한 연고로 아코히메 모자에 의지해 센다이로 갔던 조소카베 연고자들도 있었고, 고소카베 사다치카(香宗我部貞親)의 양자 시게치카(重親)가 센다이 번에 불려가거나 요시마쓰 씨(吉松氏)의 딸(어머니는 모토치카의 넷째 딸)이 종모제 도모모토의 계실이 되기도 하였다.
유이 소세쓰(由井正雪)의 오른팔이라 불리던 마루바시 주야(丸橋忠弥, 조소카베 모리즈미長宗我部盛澄)는 조소카베 모리치카의 자손을 칭하였다. 또한 막부 말기 존왕파 지사로써 도쿠시마번(徳島藩)의 번사였던 조소카베 타시치로(長宗我部太七郎)가 있는데 그는 이쿠노의 변(生野の変)에 참가했다가 분큐(文久) 3년(1863년) 10월 14일에 단바국(但馬国)의 야마구치 촌(山口村) 묘겐도(妙見堂)에서 자결하였다고 하며 사후 야스쿠니 신사(靖国神社)에 합사되었다고 한다.

### 근현대
조소카베 모토치카의 막내동생으로 훗날 도사번의 번사가 되었던 지카후사(시마 지카마스) 이후 15대 당주는 지카시(親, 또한 린바林馬, 秦霊華로도)라 하였다. 지카시는 할아버지 시게치카(重親)의 딸 스에(末)의 둘째 아들이다. 가계 계승이 위태로워지자 본가로 들어 가게 되었다.
지카시는 조소카베 가의 먼 후손으로 히로히토 천황의 칙사로부터 모토치카의 정3위 증위서(贈位書)를 받기도 했다. 이 무렵 가계의 선정에 대해 향토사학자 데라이시 마사미치(寺石正路)가 일본 궁내청과의 조정을 맡았다. 시게치카에게는 그밖에도 부계로 이어진 자손이 있는 한편 지카시는 모계가 있는데 데라이시에 따르면 부계 자손들은 사퇴한 것으로 보인다고 한다.
시코쿠에서는 근년까지도 조소카베의 이름이 특별한 울림을 지니고 있었기에 과거 일부 지배하였던 가가와 현(옛 사누키 국) 출신으로 현지에서 선출되어 일본 수상을 맡기도 했던 오히라 마사요시(大平正芳)는 17대 당주 도모치카의 취재를 받았을 때 「우리 가문은 조소카베 님의 발끝에도 미치지 못한다」(わが家は長宗我部様の足元にも及ばないよ)도 놀라워했다고 한다.

## 같이 보기
- 이치료구소쿠